# Jan Różewicz
Jan Różewicz (ur. 16 października 1953 w Gliwicach, zm. 8 października 2008 we Wrocławiu) – polski polonista, reżyser teatralny, dramaturg, scenarzysta, scenograf, poeta i prozaik.

## Życiorys
Jan Różewicz był synem Tadeusza Różewicza i Wiesławy z domu Kozłowskiej. Ukończył filologię polską na Uniwersytecie Wrocławskim, a potem, w roku 1982, został absolwentem Wydziału Reżyserii Dramatu krakowskiej PWST.
Zadebiutował w styczniu 1983 roku reżyserią sztuki Wyzwolony Stanisława Brejdyganta we wrocławskim Teatrze Współczesnym. W tym samym roku zrealizował swój spektakl dyplomowy Wesoły wspólnik autorstwa Wincentego Rapackiego (syna). Przedstawienie to wystawiono w Lubuskim Teatrze w Zielonej Górze.
W swej pracy artystycznej współpracował z wieloma polskimi teatrami – w Białymstoku, Bielsku-Białej, Cieszynie, Częstochowie, Elblągu, Gorzowie Wielkopolskim, Jeleniej Górze, Katowicach, Słupsku, Sosnowcu, Toruniu, Warszawie i innych. Najmocniej był jednak związany ze scenami Wrocławia. W mieście tym mieszkał przez prawie całe swoje życie. Prowadził też zajęcia artystyczne ze studentami Kolegium Karkonoskiego w Jeleniej Górze oraz warsztaty dramaturgiczne we Wrocławiu. Często reżyserował sztuki swojego ojca, Tadeusza.
Ostatnią jego pracą był poemat Monisz, czyli szatan zrobiony w Ararat (aut. Icchok Lejb Perec), który zaadaptował na potrzeby teatru i wyreżyserował w warszawskim Teatrze Żydowskim (premiera w 2001).
Pracę w teatrze godził z działalnością pisarską. W 1998 roku wydał debiutancki tomik poetycki Karty Merkucja (Wydawnictwo Dolnośląskie). Tworzył scenariusze dla teatru i filmu, dramaty, opowiadania, utwory poetyckie i eseje. Jego twórczość była publikowana w „Notatniku Teatralnym”, „Odrze”, „Śląsku” oraz „Warsztatach Polonistycznych”. Uczestniczył w warsztatach literackich w Hawthornden Castle w Szkocji (stypendium MKiS). Otrzymał III nagrodę w kategorii eseju za tekst Awangardzista konserwatywny w III Ogólnopolskim Konkursie Literackim im. Stefana Themersona w Płocku.
Jego żoną była filozofka i teatrolożka, dr Małgorzata Różewicz. Ich córką jest Julia Różewicz.
Zmarł po długiej i ciężkiej chorobie we Wrocławiu. Pochowany został 16 października 2008 na wrocławskim Cmentarzu Grabiszyńskim.

## Teatr i film

### Prace reżyserskie (wybór)
- 1983 – Wyzwolony, Wrocławski Teatr Współczesny im. Edmunda Wiercińskiego
- 1984 – Odejście głodomora, Lubuski Teatr im. Leona Kruczkowskiego w Zielonej Górze
- 1985 – Oczekiwanie, Lubuski Teatr im. Leona Kruczkowskiego w Zielonej Górze
- 1985 – Smok, Lubuski Teatr im. Leona Kruczkowskiego w Zielonej Górze
- 1986 – Świadkowie albo Nasza mała stabilizacja, Słupski Teatr Dramatyczny
- 1986 – Okapi, Teatr im. Adama Mickiewicza w Częstochowie
- 1987 – Białe małżeństwo, Teatr im. A. Mickiewicza w Częstochowie
- 1988 – Odejście Głodomora, Teatr Telewizji
- 1989 – Kto jest kto, Teatr Nowy w Warszawie
- 1990 – Et in arcadia ego, Wrocławski Teatr Współczesny im. E. Wiercińskiego
- 1990 – Białe małżeństwo, Teatr Śląski im. S. Wyspiańskiego w Katowicach
- 1990 – Pod własnym dachem, Teatr Zagłębia w Sosnowcu
- 1991 – Zemsta, Teatr im. Juliusza Osterwy w Gorzowie Wielkopolskim
- 1991 – Gwałtu, co się dzieje!, Teatr Zagłębia w Sosnowcu
- 1991 – Płaskorzeźba, Teatr Polski w Bielsku-Cieszynie
- 1992 – Motyle są wolne, Wrocławski Teatr Współczesny im. E. Wiercińskiego
- 1992 – Polowanie na karaluchy, Teatr Dramatyczny im. Aleksandra Węgierki w Białymstoku
- 1993 – Historya o Chwalebnym Zmartwychwstaniu, Teatr Zagłębia w Sosnowcu
- 1993 – Kartoteka, Teatr Dramatyczny w Elblągu
- 1994 – Rajski ogródek, Teatr Dramatyczny im. Aleksandra Węgierki w Białymstoku
- 1994 – Grupa Laokoona, Teatr im. Wilama Horzycy w Toruniu
- 1998 – Świadkowie albo nasza mała stabilizacja, Wrocławski Teatr Współczesny im. E. Wiercińskiego
- 2000 – Śmieszny staruszek, Teatr im. C. K. Norwida w Jeleniej Górze
- 2001 – Monisz, czyli szatan zrobiony w Ararat, Teatr Żydowski w Warszawie

### Scenariusze
- 1991 – Płaskorzeźba, reż. J. Różewicz, Teatr Polski w Bielsku-Cieszynie
- 1992 – Białe małżeństwo, współaut. i reż. Magdalena Łazarkiewicz
- 2001 – Monisz, czyli szatan zrobiony w Ararat, Teatr Żydowski w Warszawie

### Scenografie
- 1991 – Płaskorzeźba, reż. J. Różewicz, Teatr Polski w Bielsku-Cieszynie
- 2000 – Śmieszny staruszek, reż. J. Różewicz, Teatr im. C. K. Norwida w Jeleniej Górze

### Adaptacje
- 1993 – Matka Joanna od Aniołów, reż. Feliks Falk, Teatr Polski we Wrocławiu
- 2001 – Monisz, czyli szatan zrobiony w Ararat, Teatr Żydowski w Warszawie

### Opracowanie muzyczne
- 2000 – Śmieszny staruszek, reż. J. Różewicz, Teatr im. C. K. Norwida w Jeleniej Górze